# Lista de álbuns número um na UK R&B Chart em 2015
A lista dos álbuns que alcançaram a primeira posição da UK R&B Albums Chart no ano de 2015 é realizada através de dados compilados pela The Official Charts Company, com base nas vendas físicas e digitais dos álbuns do género no período de sete dias, no Reino Unido, e os resultados anunciados todos os domingos através da rádio BBC Radio 1.

## Histórico
| Data            | Álbum                                | Artista(s)         | Melhor posição na UK Albums Chart | Referência(s) |
| --------------- | ------------------------------------ | ------------------ | --------------------------------- | ------------- |
| 3 de Janeiro    | Love in the Future                   | John Legend        | 3                                 | [ 1 ]         |
| 11 de Janeiro   | 2014 Forest Hills Drive              | J. Cole            | 27                                | [ 2 ]         |
| 18 de Janeiro   | Love in the Future                   | John Legend        | 3                                 | [ 3 ]         |
| 25 de Janeiro   | The Trevor Nelson Collection 3       | Vários             | -                                 | [ 4 ]         |
| 1 de Fevereiro  | The Trevor Nelson Collection 3       | Vários             | -                                 | [ 5 ]         |
| 8 de Fevereiro  | Full Speed                           | Kid Ink            | 10                                | [ 6 ]         |
| 15 de Fevereiro | If You're Reading This It's Too Late | Drake              | 3                                 | [ 7 ]         |
| 22 de Fevereiro | If You're Reading This It's Too Late | Drake              | 3                                 | [ 8 ]         |
| 1 de Março      | Fan of a Fan: The Album              | Chris Brown e Tyga | 7                                 | [ 9 ]         |
| 8 de Março      | Fan of a Fan: The Album              | Chris Brown e Tyga | 7                                 | [ 10 ]        |
| 15 de Março     | Love in the Future                   | John Legend        | 3                                 | [ 11 ]        |
| 22 de Março(a)  | To Pimp a Butterfly(b)               | Kendrick Lamar     | 1                                 | [ 12 ]        |

Notas
- Nota a:  O álbum também alcançou a primeira posição na UK Albums Chart.
- Nota b:  O álbum ficou na primeira posição simultaneamente no UK Albums Chart.